# Тецкани
Тецкани (рум. Teţcani) — село в Бричанському районі Молдови. Розташоване на півночі країни, за 1 км від кордону з Румунією та за 30 км від кордону з Україною.

## Географія
Село розташоване на лівому березі річки Вілія, лівої притоки Пруту.

## Історія
Перше поселення на цій місцевості виникло в 1577 році. Воно знаходилось приблизно за 3 км від сучасного села, на височині поблизу річки Прут. Під час правління Катерини II на окраїни Російської імперії, в тому числі і в Тецкань, були відправлені переселенці для захисту кордонів. Потім в село прийшли поселенці з Карпат, що рятувались від великих податків. Перші будинки сучасного села почали будуватись біля річки. Село забудовувалось по загальному плану, ближче до річки. Державний план забудови розроблявся в повітовому місті Хотині. За ним в селі передбачалось 8 вулиць. Ті хто приїжджав отримували ділянку під забудову та присадибне господарство площею близько 60 соток.

Станом на 1886 рік у царачькому селі Липканської волості Хотинського повіту Бессарабської губернії, мешкала 1321 особа, налічувалось 251 дворове господарство, існувала православна церква.

## Населення

### Національність (2014)
Національний склад села згідно перепису населення 2014 року: 
| національність  | кількість осіб | частка, % |
| --------------- | -------------- | --------- |
| українці        | 2334           | 87,94     |
| молдовани       | 288            | 10,85     |
| росіяни         | 19             | 0,72      |
| інші/не вказали | 13             | 0,49      |

### Мова (2014)
Повсякденна мова мешканців села згідно перепису населення 2014 року:
| мова                 | кількість осіб | частка, % |
| -------------------- | -------------- | --------- |
| українська           | 2459           | 92,65     |
| молдовська/румунська | 92             | 3,47      |
| російська            | 44             | 1,66      |
| інші/не вказали      | 59             | 2,22      |